# Anne Applebaum
Pour les articles homonymes, voir Applebaum.
Anne Elizabeth Applebaum, née le 25 juillet 1964 à Washington, est une journaliste et écrivaine, lauréate du prix Pulitzer en 2004, qui a écrit sur le communisme et le développement de la société civile dans Europe de l'Est, l'Union soviétique et la Russie. De 2002 à 2006, elle est éditorialiste et membre de la rédaction du Washington Post.

## Biographie
Anne Applebaum est diplômée de la Sidwell Friends School (en) du Maryland en 1982. Elle fréquente l'université Yale, puis la London School of Economics et le St Antony's College d'Oxford, avant de s'installer à Varsovie en 1988. En tant que journaliste pour The Economist, elle a couvert les changements sociaux et politiques en Europe de l'Est, avant et après la chute du mur de Berlin en 1989. En 1992, elle est récompensée par le Charles Douglas-Home Memorial Trust Award.
En 1996, elle publie son premier roman Between East and West, pour lequel elle remporte le prix Adolph Bentinck.
Elle est connue pour sa synthèse sur l'histoire du Goulag. Publié en 2003 au terme de plusieurs années de recherches et d'enquête sur les lieux, le livre dédié « à ceux qui ont raconté ce qui est arrivé » a été traduit en de nombreuses langues et lui a valu le prix Pulitzer, la plus haute distinction journalistique américaine. Sa traduction française, Goulag. Une histoire, est parue en 2005.
En 2012, elle publie son troisième livre, Iron Curtain: The Crushing of Eastern Europe 1944–56. Pour The Guardian, c'est « une synthèse magistrale des recherches récentes expliquant la période stalinienne et post-stalinienne en Pologne, en RDA et en Hongrie. Le livre d'Applebaum poursuit un objectif de recherche autant qu'un objectif politique, même si en cette occasion ses visées politiques ne se démarquent pas significativement de ses travaux de recherche. En tant que tenante d'une vision de droite de la Guerre froide et directrice des études politiques au sein du think tank néo-conservateur Legatum (en), elle est visiblement désireuse d'enfoncer un nouveau clou dans le cercueil des vieilles gauches américaine et européenne qui ont une habituelle tendance à trouver des excuses au communisme soviétique ».
En 2011, Anne Applebaum devient membre (adjunct fellow) du think tank néo-conservateur the American Enterprise Institute et directrice du Forum Transitions du Legatum Institute (division du think tank Legatum), qui travaille sur des projets examinant les défis et les chances d'un changement politique et économique radical. En désaccord avec sa position pro-Brexit, elle quitte Legatum en 2016 et rejoint la London School of Economics. Cette même année, elle soutient Hillary Clinton à l’élection présidentielle dont Donald Trump sort vainqueur, mettant en garde dans un article remarqué du Washington Post contre les dangers du populisme.
En 2024, le Prix de la paix des libraires allemands lui a été décerné.
Anne Applebaum est, depuis le 27 juin 1992, l'épouse de Radosław Sikorski, homme politique polonais, ministre des Affaires étrangères depuis le 13 décembre 2023. Elle a deux enfants et, depuis 2013, possède la nationalité polonaise.

## Publications

### Originales en anglais
- (en) Between East and West : Across the Borderlands of Europe, Pantheon, 1994, 314 p. (ISBN 978-0-679-42150-4)
- (en) Gulag : A History of the Soviet Camps, Allen Lane, 2003, 624 p. (ISBN 978-0-7139-9322-6)
- (en) Gulag Voices : An Anthology, Yale University Press, 2011, 192 p. (ISBN 978-0-300-15320-0)
- (en) Iron Curtain : The Crushing of Eastern Europe 1944-1956, Allen Lane, 2012, 656 p. (ISBN 978-0-7139-9868-9)
- (en) Red Famine : Stalin's War on Ukraine, Allen Lane, 2017, 512 p. (ISBN 978-0-241-00380-0)
- (en) Twilight of Democracy : The Seductive Lure of Authoritarianism, Doubleday, 2020, 224 p. (ISBN 978-0385545808)
- (en) Autocracy, Inc. : The Dictators Who Want to Run the World, Doubleday, 2024, 224 p. (ISBN 978-0385549936)

### Traductions en français
- Goulag : une histoire [« Gulag: A History »] (trad. Pierre-Emmanuel Dauzat), Paris, Bernard Grasset, 2005 (1re éd. 2003), 718 p. (ISBN 978-2-246-66121-4)
- Rideau de fer : l’Europe de l'Est écrasée [« Iron Curtain : The Crushing of Eastern Europe 1944-1956 »] (trad. Pierre-Emmanuel Dauzat), Paris, Bernard Grasset, 2014, 608 p. (ISBN 978-2-246-80482-6)
- Famine rouge : la guerre de Staline en Ukraine [« Red Famine: Stalin's War on Ukraine »] (trad. Aude de Saint-Loup et Pierre-Emmanuel Dauzat), Grasset, 2019, 512 p. (ISBN 978-2-246-85491-3)
- Démocraties en déclin : réflexions sur la tentation autoritaire [« Twilight of Democracy:The Seductive Lure of Authoritarianism »] (trad. Aude de Saint-Loup et Pierre-Emmanuel Dauzat), Grasset, 2021, 240 p. (ISBN 978-2246855125)
- Autocratie(s): quand les dictateurs s'associent pour diriger le monde [« Autocracy, Inc »] (trad. Pierre-Emmanuel Dauzat et Aude de Saint-Loup), Grasset, 2025, 256 p. (ISBN 9782246834113)